# Melon de Bourgogne

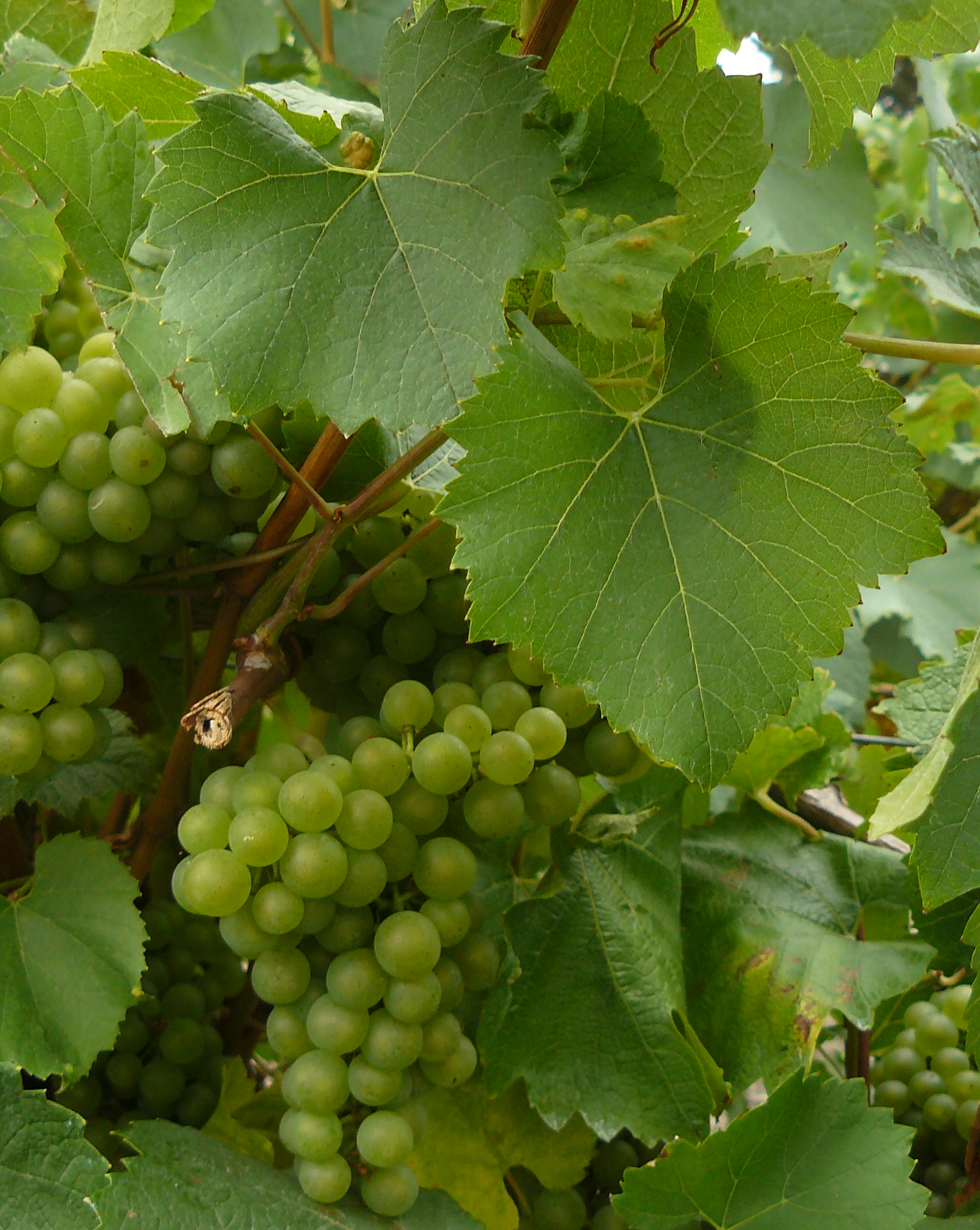
Druiven Melon de Bourgogne

Melon de Bourgogne (ook wel kortweg Melon genoemd) is een witte druivensoort uit Frankrijk.
Deze druivensoort wordt geteeld in het Loiredal in de Atlantische Loirestreek en sinds 2007 in de Amerikaanse staat Oregon.

## Geschiedenis
Zoals de naam al doet vermoeden is de druif oorspronkelijk afkomstig uit de Bourgognestreek waar deze werd verbouwd tot in het begin van de 18e eeuw. In de wijngaarden rond Nantes en de Atlantische Loirestreek werden door de strenge winter van 1709 zoveel wijnstokken verwoest dat er een nieuw ras nodig was, waarna de Melon werd geïntroduceerd. Sindsdien wordt deze druif uitsluitend gebruikt voor de productie van de lichte droge witte wijn Muscadet, die volledig is gemaakt van de Melon-druif. Daardoor is de druif zelf vaak bekend als Muscadet. 
DNA-analyse heeft uitgewezen dat Melon de Bourgogne een kruising is tussen Pinot blanc en Gouais blanc.

## Synoniemen
Melon de Bourgogne is ook bekend onder de synoniemen:
- Auxerrois Gros
- Biaune
- Blanc de Nantes
- Bourgogne blanche
- Bourgogne verde
- Bourgogne verte
- Bourguignon blanc
- Clozier
- Feher Nagyburgundi
- Feuille Ronde
- Gamay blanc

- Gamay Blanc à Feuilles Rondes
- Game Kruglolistnyi
- Gros Auxerrois
- Gros blanc
- Grosse Saint Marie
- Lyonnais
- Lyonnaise blanche
- Malin blanc
- Melon
- Mourlon
- Muscadet

- Perry
- Petit Bourgogne
- Petit Muscadet
- Petite Biaune
- Petouin
- Picarneau
- Plant de Lons-Le-Saulnie
- Roussette Basse
- Später Weisser Burgunder
- Weisser Burgunder